# Athena Farrokhzad
Athena Farrokhzad, född 23 augusti 1983 i Teheran, Iran, är en svensk-iransk poet, litteraturkritiker, översättare och dramatiker.

## Biografi
Farrokhzad är född i Teheran och bodde under en period i Hammarkullen. Hon flyttade sedan till Askim i Göteborg, där hennes föräldrar 2022 fortfarande är bosatta och där hennes mor fortfarande arbetar som läkare. Farrokhzad är kursansvarig och handledare på Författarskolan vid Nordens Folkhögskola Biskops-Arnö.

### Författarskap
Farrokhzad har gett ut två kollektiva diktsamlingar tillsammans med Tova Gerge (Manualen, Eolit förlag, 2009) respektive poesigruppen G=T=B=R=G (Ett tunt underlag, Förlaget Attåt, 2009). Hon gav 2013 ut diktsamlingen Vitsvit på Albert Bonniers Förlag. Diktsamlingen hyllades i Danmark och översattes till engelska, danska, norska, rumänska, ungerska, belarusiska och kroatiska. Vitsvit dramatiserades 2015 för Radioteatern av Saga Gärde och sattes upp samma år på Unga Klara i regi av Farnaz Arbabi.
Farrokhzad har översatt den rumänska poeten Svetlana Cârsteans bok Skruvstädsblomman på Rámus, utgiven på svenska 2013, från en fransk upplaga. År 2016 gav båda tillsammans ut diktsamlingen Trado på Rámus och Albert Bonniers Förlag. 
År 2013 debuterade Farrokhzad som dramatiker på Östgötateaterns barn- och ungdomsavdelning Ung scen/öst, med pjäsen Päron i regi av Kajsa Isakson.
Hon är litteraturkritiker för Aftonbladets kultursida och sitter i redaktionskommittén för tidskriften Ord&Bild. I januari 2015 var hon Månadens diktare i Sveriges Radio P1. Hon har varit redaktör för den queera poesiantologin Omslag tillsammans med Linn Hansén och arrangerat litterära evenemang såsom Queerlitt, Semafor och Världspoesidagen.

### Sommar i P1 2014
Athena Farrokhzad var den 21 juli 2014 programvärd i radioprogrammet Sommar i P1, vars politiska inslag uppmärksammades. I programmet diskuterade hon klass, feminism, strukturell rasism och citerade bland annat SCUM-manifestets författare Valerie Solanas. I en ledare i Dagens Nyheter kritiserades Farrokzhad, då hon ej sade sig vara emot antifascistiskt våld. Programmet anmäldes 70 gånger till Granskningsnämnden men fälldes inte på någon punkt.
I augusti samma år anmälde Farrokhzad tillsammans med Ylva Karlsson och Maja Karlsson sommarprataren Anna von Bayerns program till Granskningsnämnden då de menade att programmet förespråkat kapitalistiskt strukturellt våld och ojämlik inkomstskattfördelning samt ifrågasatt aborträtten och talat om invandring som ett problem. Programmet fälldes inte på någon punkt.

### Gästprofessor
I september 2024 meddelade Linköpings universitet att Farrokzhad utsetts till gästprofessor i Tage Danielssons namn. Gästprofessuren är på halvtid och ska enligt universitetet pågå under två års tid. Farrokzhad kommenterade utnämningen med att hon som rimmande poet i arbetarrörelsen känner sig besläktad med Tage Danielsson såväl litterärt som ideologiskt.

## Utmärkelser
Vitsvit nominerades till Augustpriset i den skönlitterära kategorin samt till Borås Tidnings debutantpris och Katapultpriset. År 2013 tilldelades Farrokhzad Karin Boyes litterära pris och 2014 mottog hon Stora Läsarpriset i kategorin diktsamling, pris för Årets Mod på Stockholm Pride samt tilldelades även stipendium ur Familjen Klas de Vylders Stipendiefond för invandrarförfattare. År 2023 tilldelades hon De Nios Vinterpris.